# Euthystira pavlovskii
Euthystira pavlovskii är en insektsart som beskrevs av Bei-bienko 1954. Euthystira pavlovskii ingår i släktet Euthystira och familjen gräshoppor. Inga underarter finns listade i Catalogue of Life.